# Укртрансгаз
Акціонерне товариство «Укртрансгаз» (англ. Joint-stock Company «Ukrtransgas») — незалежний Оператор газосховищ України, який забезпечує діяльність українських підземних сховищ газу, а також здійснює роботи з модернізації та будівництва магістральних газопроводів та об'єктів на них.
Єдиним акціонером «Укртрансгазу» є акціонерне товариство «Національна акціонерна компанія „Нафтогаз України“».

## Історія
Дочірня компанія «Укртрансгаз» НАК «Нафтогаз України» створена на виконання постанови Кабінету Міністрів України від 24 липня 1998 року № 1173 «Про розмежування функцій з видобування, транспортування, зберігання і реалізації природного газу».
До 1 січня 2020 року Укртрансгаз працював за трьома основними напрямами:
- транспортування природного газу магістральними газопроводами по території України та його транзит із Росії до країн Європи
- зберігання природного газу
- обслуговування та модернізація об'єктів газотранспортної галузі.

Однак після завершення анбандлінгу — реформи у газовій галузі України із відокремлення діяльності з транспортування газу, ця функція перейшла до ТОВ «Оператор ГТС України». Тоді ж Укртрансгаз розпочав роботу вже у статусі незалежного Оператора газосховищ України.
7 квітня 2023 Національна комісія, що здійснює державне регулювання у сферах енергетики та комунальних послуг ухвалила рішення про сертифікацію АТ «Укртрансгаз» як оператора газосховищ з урахуванням висновку Секретаріату Енергетичного співтовариства щодо відповідності сертифікації Укртрансгазу положенням Регламенту ЄС щодо безпеки газопостачання.
«Укртрансгаз» є другим в Європі оператором газосховищ, що успішно пройшов сертифікацію та підтвердив своє право здійснювати діяльність зі зберігання газу відповідно до оновлених правил в Євросоюзі та Енергетичному Співтоваристві.
Наслідком сертифікації є право залучати українські газосховища для реалізації заходів з енергетичної безпеки в Європі, що передбачені регламентом ЄС, зокрема у тому числі й зберігання запасів іноземних клієнтів, а також запасів для країн, у яких немає газосховищ або обсягів газу, що спільно закуповуються країнами на випадок кризових ситуацій.
Це рішення створило умови для більшого завантаження потужностей підземних сховищ газу, сприяє додатковим фінансовим надходженням від послуг підземного зберігання газу, посилює енергетичну безпеку і стабільність в Україні та в Європі загалом, сприяє подальшій інтеграції українського ринку природного газу із ринком європейським.

## Керівники

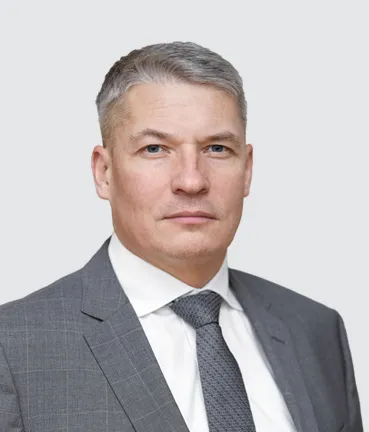
Роман Малютін

6 січня 2023 на засіданні Уряду прийняте рішення про призначення Романа Малютіна на посаду тимчасового виконувача обов'язків керівника АТ «Укртрансгаз». Роман Юрійович Малютін має понад 20 років досвіду роботи на підприємствах, що займаються транспортуванням та зберіганням газу. Пройшов шлях від оператора та інженера на Кегичівському підземному газосховищі до заступника головного інженера східного регіону Оператора газотранспортної системи України. З 2021 очолював технічний департамент АТ «Укртрансгаз», де відповідав за експлуатацію компресорних станцій, напрямки енергетики та метрології, а також супроводжував проєкти з розвитку низьковуглецевих технологій та зберігання водневих сумішей. Вищу освіту здобув у Івано-Франківському національному технічному університеті нафти і газу за спеціальністю «Розробка і експлуатація нафтових і газових родовищ» (кваліфікація — гірничий інженер).
До цього в.о гендиректора «Укртрансгазу» був Сергій Перелома, який залишив посаду у зв'язку із закінченням контракту.

## Мережа підземних газосховищ
В управлінні Оператора газосховищ України знаходиться 12 підземних сховищ газу загальною потужністю 30,95 млрд м³: Більче-Волицько-Угерське ПСГ (17,05 млрд м³, є найбільшим газовим сховищем України та Європи), Угерське (1,9 млрд м³), Дашавське (2,15 млрд м³), Опарське (1,92 млрд м³), Богородчанське (2,3 млрд м³), Червонопартизанське (1,5 млрд м³), Солохівське (1,3 млрд м³), Олишівське (0,31 млрд м³, є першим підземним сховищем, відкритим на території України. Його було засновано у 1964 році), Пролетарське (1 млрд м³), Кегичівське (0,7 млрд м³), Краснопопівське (0,42 млрд м³), Вергунське (0,4 млрд м³, розташоване у Луганській області на тимчасово окупованій території та не задіяне у діяльності компанії). Це найбільша мережа підземних сховищ газу у Європі та третя за величиною у світі.
Більшість українських ПСГ створені на місці виснажених газових родовищ. Два сховища — Мринське та Олишівське — відкриті на базі водоносних структур.
80 % потужностей газосховищ Оператора зосереджені поруч із західним кордоном України.
«Укртрансгаз» спільно з «Нафтогазом» розробляє ідею створення в Україні східноєвропейського газового хабу. Кластер підземних газосховищ, розташований поблизу кордонів, може стати складовою енергетичної безпеки України та Європи у найближчому майбутньому.

## Ключові показники роботи
30,95 млрд м³ — загальний обсяг ПСГ на материковій частині України.
29 % — об'єм ПСГ України у загальному обсязі газосховищ Європи.
28,3 млрд м³ — рівень наповнення ПСГ на кінець сезону закачування-2020 — найвищий за 10 років.
10 млрд м³ — запаси газу, створені іноземними компаніями у 2020 році (у чотири рази вищі, ніж роком раніше).
18,8 млрд м³ — середній рівень наповнення ПСГ України на початок сезону відбору у 2012—2021 роках.

## Замовники послуг
Безпосередня близькість ПСГ до Європи, зручність логістичних операцій, реформування газового ринку та активна розбудова бізнес-процесів Оператора газосховищ України зробили підземне зберігання газу в Україні вигідним як для іноземних трейдерів, так і для українських компаній, які працюють із транскордонним транспортуванням та зберіганням газу.
Першим іноземним замовником послуг українських ПСГ у 2016 році стала компанія із Франції. Однак стрімкий ріст кількості клієнтів Оператора газосховищ розпочався після завершення анбандлінгу.
Станом на квітень 2023 року портфоліо замовників послуг налічує 1145 компаній, що уклали договори на використання підземних сховищ газу, з них 127 є клієнтами-нерезидентами, а їх географія охоплює 29 країн світу та три континенти: Європу, Азію та Північну Америку.

## Послуги

### Базові послуги
Зберігання (закачування, відбір)
Базова послуга зберігання (закачування, відбору) газу надається клієнтам Оператора газосховищ у форматі трьох пакетів.
1. Річна потужність — пакетна послуга, що надається строком на рік зберігання, забезпечує замовнику доступ до потужностей закачування (протягом базового сезону закачування) та відбору (протягом базового сезону відбору) на гарантованій основі, найвигідніші тарифи та використання робочого обсягу газосховищ протягом усього терміну замовлення.
2. Індивідуальні послуги на місяць надають доступ клієнтам Оператора газосховищ до індивідуального робочого обсягу на гарантованій основі та до потужностей закачування і відбору на переривчастій основі протягом одного газового місяця (незалежно від базового сезону).
3. Індивідуальні послуги на добу наперед доступні для замовників, яким раніше розподілили послуги річної потужності або індивідуальний робочий обсяг на місяць. У такому форматі співпраці клієнти Оператора отримують індивідуальну потужність закачування та відбору на переривчастій основі.

Адміністрування передачі природного газуБезкоштовна послуга Оператора газосховищ, що передбачає доступ компаній-замовників до віртуальної точки передачі газу в ПСГ, включає підтвердження торгових сповіщень та облік передачі природного газу, що зберігається у газосховищах.
Послуга поширюється, в тому числі на газ, що зберігається в режимі Митного складу, та дає змогу проводити торгові сповіщення як для компаній-резидентів, так і для компаній-нерезидентів.
Митний складУкраїнські та іноземні власники газу мають можливість зберігати його в українських ПСГ без сплати податків та митних платежів протягом 1095 днів з подальшою реалізацією на території України або реекспортом до країн ЄС.
На початку опалювального сезону 2020/2021 компанії зберігали на Митному складі 11,2 млрд м³ газу. Це сягає 40 % від загальних запасів газу, що зберігалися в українських ПСГ.
Митний склад та short-haulShort-haul — послуга, запроваджена Оператором ГТС, що з 1 січня 2020 року відкрив клієнтам Оператора газосховищ доступ до ПСГ за зниженими тарифами на транспортування між визначеними точками входу або виходу на міждержавних з'єднаннях.
Послуга доступна в комплексі зі зберіганням газу в режимі  «Митний склад» та визначається як потужності з обмеженнями.
Тарифи short-haul в середньому у 4 рази дешевші за стандартні у випадку бронювання потужностей на добу наперед.

### Додаткові послуги
Моніторинг газу в заставіПослуга, що надає можливість власникам газу, який зберігається у ПСГ, використовувати його як банківську заставу під час отримання кредитів, а представникам банку-кредитора — відстежувати усі операції, що проводяться з газом у заставі. Функціонал доступний для банківських установ онлайн та на І-платформі Оператора в режимі 24/7.
Біржові торги газом у ПСГПослуга, що надає клієнтам Оператора доступ до біржових стандартизованих продуктів для торгівлі природним газом, що зберігається у підземних газосховищах України. Газові торги через електронну платформу Української енергетичної біржі доступні компаніям-резидентам та нерезидентам.

## Модернізація мережі
У квітні 2021 року Національна комісія, що здійснює державне регулювання у сферах енергетики та комунальних послуг (НКРЕКП) затвердила план розвитку газосховищ України на 2021—2030 рр. Згідно з прийнятим рішенням, у 2021—2030 рр. у модернізацію та розвиток підземних сховищ газу планується інвестувати 13,69 млрд грн.
У 2021 році вже розпочалась реконструкція компресорного цеху № 4 дотискувальної компресорної станції «Більче-Волиця» Більче-Волицько-Угерського ПСГ. Проєкт вартістю 890 млн грн є одним із найбільших в інвестиційному портфелі Оператора газосховищ України. Роботи триватимуть до кінця 2024 року та передбачають заміну двигунів, повітроочисного пристрою, силового електрообладнання, систем аварійного контролю, пожежогасіння, газовиявлення, сигналізації та резервної газотурбінної електростанції.
Цього ж року Оператора завершив реконструкцію газозбірного пункту Богородчанського ПСГ (І черга будівництва), що розпочалася у 2017 році. Реалізація проєкту вартістю 283 млн грн (без ПДВ) дозволить газосховищу забезпечити роботу на максимальних проєктних показниках і водночас зменшити негативний вплив на довкілля, дасть можливість автоматизувати регулювання закачування і відбору газу, покращить його якісні показники.  
Окрім того, Оператор газосховищ розпочав реалізацію масштабного проєкту з будівництва пунктів виміру газу на дев'яти ПСГ. Загальний бюджет робіт, які триватимуть до 2025 року, сягає 1,4 млрд грн (без ПДВ). Станом на вересень 2021 року проєктні роботи розпочалися на трьох газосховищах: Дашавському, Більче-Волицько-Угерському та Пролетарському.
Водночас на другому за розміром підземному газосховищі України — Богородчанському — розпочинають підготовку до оновлення дотискувальної компресорної станції. Проєкт вартістю понад 994 млн грн є частиною десятирічного Плану розвитку газосховищ та передбачає зведення нового компресорного цеху. Таке будівництво є першим для АТ «Укртрансгаз» за 13 років: востаннє новий компресорний цех здавали в експлуатацію у 2008 році — на Мринському ВУПЗГ.  